# 바사의 카롤라
바사의 카롤라(스웨덴어: Carola av Vasa, 1833년 8월 5일 ~ 1907년 12월 15일)는 작센 왕국 알베르트의 왕비(재위: 1873년 10월 29일 ~ 1902년 6월 19일)이다.

## 생애
카롤라는 1833년 8월 5일에 오스트리아 제국의 쇤부른궁에서 스웨덴의 바사 공작 구스타프과 루이제 아말리에 폰 바덴 대공녀 부부의 외동딸로 태어났다. 카롤라의 아버지인 구스타프는 1809년에 스웨덴에서 일어난 쿠데타로 인해 가족들과 함께 오스트리아로 망명하여 군인으로 복무했고 오스트리아 제국의 프란츠 1세 황제로부터 바사 공작 칭호를 받았다. 카롤라는 스웨덴의 구스타프 4세 아돌프 국왕과 프레데리케 폰 바덴 대공녀의 손녀이기도 하다.
카롤라는 1850년대 초반에 유럽에서 아름다운 왕녀 가운데 한 사람으로 알려져 있었다. 신부를 물색하던 프랑스의 나폴레옹 3세 황제도 그를 후보로 내세웠다. 카롤라는 자신의 외할머니였던 스테파니 드 보아르네를 통해 보나파르트 가문과의 인연을 맺었다. 하지만 카롤라의 아버지였던 구스타프가 프랑스 제국의 위험성을 이유로 혼담에 반대했기 때문에 약혼은 성립하지 않았다.
카롤라는 1852년에 아버지의 반대를 무릅쓰고 개신교에서 로마 가톨릭교회로 개종했다. 카롤라는 1853년 6월 16일에 드레스덴에서 작센 왕국의 알베르트 왕자와 결혼했다. 1873년 10월 29일에 알베르트가 작센 왕국의 국왕으로 즉위하면서 카롤라도 작센의 왕비로 즉위했다.
카롤라는 1902년 6월 19일에 남편과 사별했으며 1907년 12월 15일에 드레스덴에서 사망했다. 카롤라와 알베르트 사이에는 자녀가 없었기 때문에 작센 왕국의 왕위는 알베르트의 동생인 게오르크가 승계받았다.